# 홍창수
홍창수(洪昌守, 1974년 9월 17일~)는 대한민국의 전 권투 선수이다. 재일동포 3세. 원래는 조선적이었지만, 2007년 2월 대한민국 국적을 취득했다. 프로복싱 통산 전적은 32승(8KO) 3패 1무.

## 약력
2000년 세계복싱평의회(WBC) 슈퍼플라이급 챔피언이 된 뒤 8차 방어 성공. 2007년 3월 현역은퇴와 동시에 대한민국으로 건너와 연세대학교 한국어학당에서 공부하고 일본으로 돌아갔다. 2009년부터 오사카 코리아타운 쓰루하시에서 야키니쿠 식당 운영. 2010년 10월26일 장녀 태어남.

## 출신 학교
- 도쿄조선제６초중급학교 초급부
- 도쿄조선제６초중급학교 중급부
- 도쿄조선중고급학교 고급부

## 같이 보기
- 재일동포 일람